# Conus janus
Conus janus é uma espécie de gastrópode do gênero Conus, pertencente à família Conidae.